# Фокея (город)
Фоке́я (др.-греч. Φώκαια) — один из двенадцати ионических городов в Эолиде на западе Малой Азии. Расположен был на небольшом полуострове к северу от Смирны (Измира), отделяющем залив Чандарлы (Çandarlı Körfezi) Эгейского моря, известный в древности как Кимский (др.-греч. Κυμαῖος κόλπος) или Элейский залив (Ἐλαϊτικός κόλπος) от Измирского залива, известного в античности под именем Гермейского. Фокея была самым северным из ионических городов и располагала двумя удобными портами. В настоящее время на месте Фокеи находится турецкий город Фоча.
В честь Фокеи назван астероид (25) Фокея, открытый в 1953 году в Марсельской обсерватории в память того факта, что фокейцы считаются основателями Марселя.
Фокея — ликвидированная епархия Католической церкви, подчинённая Эфесу.

## Основание Фокеи
По преданию город основали в XI веке до н. э. ионийцы из Фокиды, которых переправили из Аттики два афинянина — Дамон и Филоген, сыновья Эвктемона, которые дали корабли и руководили походом. Первоначально фокейцы поселились на острове. По добровольному соглашению с жителями Кимы получили землю между устьями рек Каик (ныне Бакыр) и Герм (ныне Гедиз).
Название Фокея получила, вероятно, из-за формы соседних островов, напоминающей тюленя (греч. φώκη).
Фокея чеканила свои монеты из сплава золота и серебра, которые имели обращение в Малой Азии и регионе Эгейского моря. Фокея была в числе первых городов, которые начали использовать чеканные монеты как платёжное средство. На них был изображён эпоним города — тюлень.
Археологические находки, типичная эолийская монохромная керамика IX века до н. э. свидетельствуют о том, что первыми жителями Фокеи были эолийцы.
Фокея была заселена ионийцами из Теоса и Эрифр не позднее VIII века до н. э. Об этом свидетельствуют находки протогеометрической и геометрической керамики. По Павсанию Фокею приняли в Ионийский союз после того, как фокейцы вызвали из Теоса и Эрифры на царство Деета, Перикла и Абарта из рода Кодра. Монеты Фокеи, Теоса и Эрифры обладают общими элементами.

## Колонии Фокеи
Неплодородные земли, но выгодное географическое положение Фокеи обусловило развитие в ней торговли, рыболовства и мореплавания. Жители Фокеи были известны как искусные мореплаватели и основатели множества колоний и факторий. Геродот приписывает фокейцам открытие Иберии и союзнические отношения с царем Тартесса Аргантонием (1:13). В середине VII века до н. э. основали Лампсак на побережье Геллеспонта и Амис (ныне Самсун) на побережье Черного моря. Фокейцы использовали пятидесятивесельные суда (пентеконтеры). Конкурентами фокейцев в западном Средиземноморье были Карфаген и этруски.
Фокейцы основали около 600 года до нашей эры Массалию (ныне Марсель) в устье Роны в Лионском заливе. Массалия быстро стала одной из крупнейших греческих колоний.
Фокейцами или жителями Массалии были основаны в VI веке до н. э. колонии Менаки (Μαινάκη) (близ нынешней Малаги), Имероскопион (Ημεροσκοπείον) и Эмпорион на Пиренейском полуострове, Никея (ныне Ницца), Антиполис (ныне Антиб) и порт Монику-Лимни (Μονοίκου λιμήν, ныне Монако).
Около 570 года до н. э. фокейцы основали Алалию на Кирне (Корсике), вторую по важности после Массалии колонию. Однако разгром флота фокейцев в 540 году до н. э. у побережья Корсики положил конец надеждам на их гегемонию в западном Средиземноморье.

## История
До персидского вторжения Фокея была подвластна царю Лидии Крёзу (560—546 до н. э.). Фокея стала первым греческим городом, на который в 546 году до нашей эры напали персы под предводительством полководца Гарпага. При осаде Гарпага фокейцам предложили покориться персидскому царю Киру, однако те предпочли покинуть город по морю.
Флот фокейских беженцев под предводительством Креонтида прибыл сначала на Хиос. Фокейцы обратились к жителям Хиоса с просьбой дать для поселения остров Инусе, но получили отказ. Тогда они отправились в Алалию на Корсику. Но сначала поплыли в оставленный город, где столкнулись с резней, устроенной персами. По дороге в Алалию половина фокейцев решила вернуться на родину. В Алалии фокейцы не задержались надолго. Возмущённые разбоями, восстали местные жители, которых поддержал карфагено-этрусский флот. После поражения в битве при Алалии в 540 году до н. э. фокейцы вынуждены были покинуть Корсику, после короткого пребывания в Регии (ныне Реджо-ди-Калабрия) их последним пристанищем стала Элея (Гиела) в Лукании (Энотрии, Италии). Город Элея уступал соседней Посидонии, но стал известен как родина элеатской философской школы.
Тем фокейцам, что вернулись или остались в Фокее удалось вернуть большую часть торговли. Об этом свидетельствует чеканка новых монет в период персидского владычества (546—480 до н. э.), которые датируются 545—522 годами до н. э. В период персидского владычества известны тираны Экскекст, а затем Лаодам, правившие как вассалы персов.
Фокейцы принимали участие в Ионийском восстании 499—494 годов до н. э. В битве при Ладе в 494 году до н. э. Фокея выставила только три корабля. Поражение в восстании никак не сказалось на торговле Фокеи, судя по продолжению чеканки монет. С поражением персов в битве при Микале в 479 году до н. э. закончилось их владычество в Фокее. Вскоре после этого Фокея вступила в Первый афинский морской союз, где оставалась до 412 года до н. э., когда в ходе Пелопоннесской войны перешла под контроль Спарты. В 394 году до н. э. в сражении при Книде афинский стратег Конон нанёс поражение спартанцам и освободил Фокею. Владычество Спарты негативно сказалось на экономике Фокеи, об этом свидетельствуют перерывы в чеканке монет.
По Анталкидову миру 386 года до н. э. Фокея отошла персам. Была освобождена после победы Александра Македонского в битве при Гранике в 334 году до н. э.
В эллинистический период Фокея приходит в упадок.
После битвы при Ипсе в 301 году до н. э. Фокея отошла к Лисимаху. После смерти Лисимаха в битве при Курупедионе в 281 году до н. э. отошла государству Селевкидов. В ходе Антиоховой войны в битве при Магнезии в 190 году до н. э. Антиох III Великий потерпел поражение от Римской республики и Пергамского царства. Претор Луций Эмилий Регилл в 189 году до н. э. захватил Фокею. Фокея была захвачена и разграблена. По Апамейскому миру 188 года до н. э. Рим сохранил законы и границы Фокеи, но под господством Пергама, который достиг в этот период расцвета. Период закончился со смертью Аттала III, царя Пергама в 138—133 годах до н. э., который завещал своё царство Риму. В ходе войны Римской республики против Аристоника Пергамского (133—129 до н. э.) Фокея поддержала претендента на престол, но избежала жестокого наказания благодаря заступничеству Массалии. После этой войны Фокея вошла в римскую провинцию. В римский период Фокея была торговым городом. Монеты Фокеи имели хождение до позднеримского периода, но к этому времени гавани Фокеи были занесены илом и жители постепенно покинули город.
В 978 году имперский флот под командованием наварха Теодороса Карандиноса (Θεόδωρος Καραντηνός), посланный Василием Лакапином охранять Геллеспонт, победил флот Варды Склира в Фокее, что помещало Варде осадить Константинополь. В 1090 году Фокею захватил сельджукский эмир Чака-бей. С 1082 года в Фокее торговали венецианцы, но были вытеснены конкурентами из Генуи.

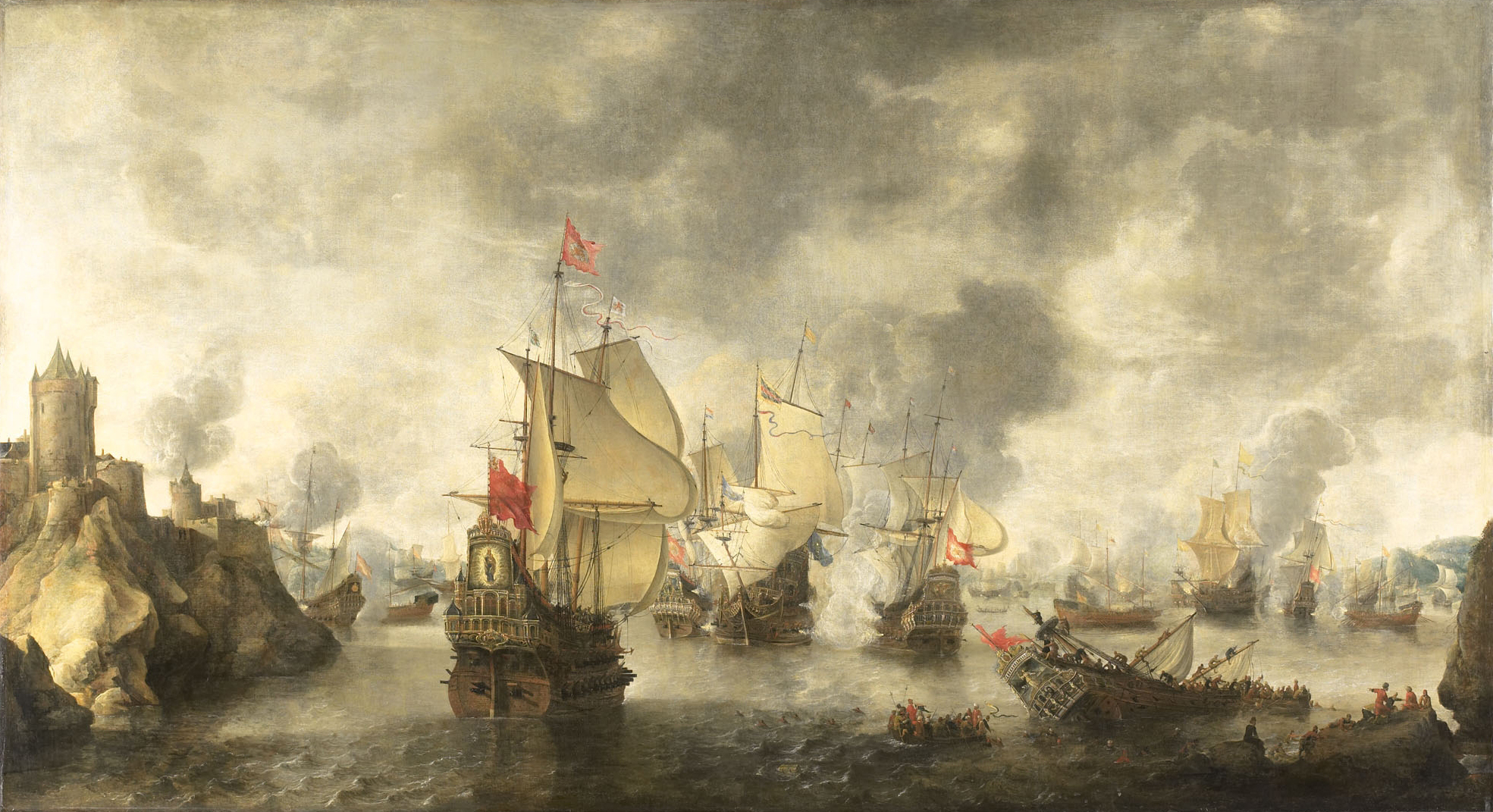
Абрахам Беерстратен. Битва при Фокее. Рейксмюсеум

В 1275 году византийский император Михаил VIII Палеолог отдал Фокею и квасцовые рудники вблизи Фокеи генуэзскому клану Дзаккария. В 1304 году генуэзцы возводят крепость для защиты от турок и основывают город Новая Фокея (ныне Енифоча). В 1336 году Андроник III Палеолог в союзе с турецким эмиром Сару-ханом, беем Магнесии (ныне Манисы) захватил оба города. Во время нашествия Тамерлана в 1403 году Фокея откупилась деньгами. Фокея оставалась колонией генуэзцев до 1455 года, когда перешла Османской империи. В ходе турецко-венецианской войны в 1650 году у Фокеи произошла морская битва между оттоманским и объединенным флотом венецианцев и мальтийских рыцарей.

## Экономика
Фокея господствовала в западной части Средиземного моря в архаический период (VII—VI века до н. э.). Процветание Фокеи связано с торговлей металлами — оловом и медью с Запада. Дорогое олово добывалось на так называемых Касситеридах, Оловянных островах. Колонии Массалия и Алалия служили главными центрами для поставок металлов в Фокею. Союз Фокеи и Тартесса закрепил господство Фокеи.

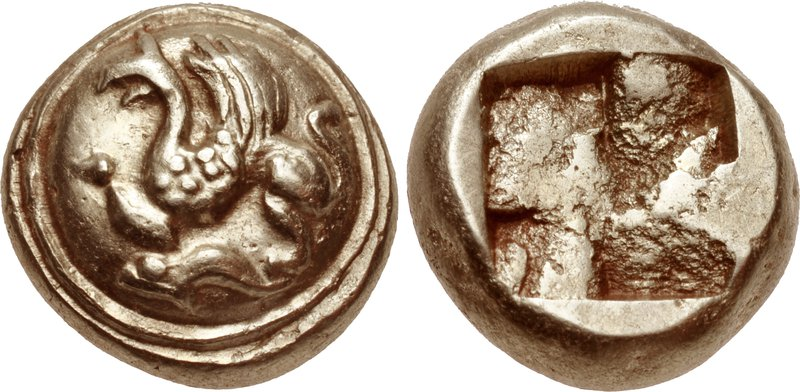
Гекта из электрума из Фокеи. 521—478 годы до н. э.

Период максимального расцвета Фокеи пришелся на первую половину VI века до н. э., до захвата персами. В период персидского владычества Фокея оставалась богатым городом, об этом свидетельствуют находки монет.
Основой финансовой системы Фокеи был не только военный флот, но и то, что она являлась центром транзита грузов, в том числе продуктов питания во внутреннюю часть Малой Азии. Важную роль играл монетный двор, в котором в VI—IV веках до н. э. чеканили гекты, 1/6 статера из электрума весом 2,57 грамм. Гекты и статеры, отчеканенные в Фокее в IV веке до н. э. стали основной валютой городов западной Малой Азии.

## Религия
Основным в Фокее был культ Афины, в городе был древний и богатый храм, пострадавший при осаде Гарпагом в 546 году до н. э. Афина изображалась на монетах из Фокеи.
Согласно Гомеровским гимнам в городе существовал культ Аполлона. Аполлон также изображался на монетах. Надписи свидетельствуют о культе Асклепия и Диониса, в честь которого устраивались Ленеи и Дионисии, частью которых были театральные представления.
Поклонялись в Фокее, как и на соседних островах, Кибеле, культ которой распространялся на колонии Массалию и Элею.

## Архитектура
Тит Ливий описывает укрепленный город с двумя гаванями, южная из которых называлась Навстатмон (Ναύσταθμος). Развалины древней Фокеи обнаружены на полуострове и прилегающей области, где располагается современный турецкий город Фоча.
Археологические раскопки позволили обнаружить древнюю стену, которую упоминает Геродот в рассказе о Арганфонии, царе Тартесса, союзнике Фокеи. Арганфоний профинансировал возведение стен вокруг Фокеи. Стены построены из огромных камней, тщательно подогнанных друг к другу. Строительство началось в 590—580 годах до н. э. Стены были длиной более 5 километров. В середине VI века до н. э. Фокея была одним из крупнейших городов на побережье Средиземного моря.
Вблизи современной школы обнаружены руины древнего храма ионического ордера, который отождествляют с храмом Афины. Под террасой храма найдены вырубленные в скале ниши, которые определены как святилище Кибелы. На северо-западном склоне холма Хрисоспильотиса (Золотая пещера) на востоке города обнаружен театр IV века до н. э., один из старейших театров Малой Азии.